# نامه به عبرانیان
معرفی نامه به عبرانیان
نامه به عبرانیان خطاب به مسیحیان یهودی‌نژادی نوشته شده‌است که احتمالاً به‌سبب درک نادرست‌شان از مقام و کار عیسی مسیح، در خطر بازگشت به کیش سابق خود بودند. ( دلیل اصلی نگارش این نامه این است که در زمان نگارش نامه قدرت در دست نرون بوده و او شروع به آزار و اذیت مسیحیان کرده و تمام دارایی آنها را تصاحب میکرد. تنها راه گریز از این مسئله برای مسیحیان یهودی تبار وجود داشت در صورتی که به جلوی هیکل رفته و ماشیح بودن مسیح را انکار کنند و به یهودیت باز گردند و از این مشکل رهایی یابند... از این رو نویسنده دست به نوشتن نامه میکند تا آنها را به پایداری دعوت نماید و کسانی که در خطر بازگشت به یهودیت بودند را آگاه سازد. از این‌رو، نویسنده در آغاز مسیح را به‌عنوان مکاشفهٔ حقیقی و نهایی خدا معرفی می‌کند و برتری او را بر فرشتگان و موسی و کهانت یهود ثابت مینماید. او با تأکید بر سه حقیقت مسلم به این کار دست می‌زند: ۱) عیسی پسر ازلی و ابدی خداست، لذا برتر از انبیای عهد عتیق، فرشتگان و موسی است. ۲) خدا عیسی را کاهنی ابدی اعلام کرده‌است، پس او برتر از کاهنان عهد عتیق است. ۳) عیسی مؤمنان را از گناه، ترس و مرگ رهایی میبخشد و در مقام کاهن‌اعظم، نجات و رستگاری حقیقی را برای آنان به ارمغان می‌آورد. نظام قربانی‌ها و مراسم دینی یهود، تنها سایهای از این نجات عظیم است.
نویسنده با اشاره به ایمانِ شخصیت‌های برجستهٔ تاریخ قوم اسرائیل (فصل ۱۱)، خوانندگانش را به پایداری در ایمان تشویق می‌کند و در فصل دوازدهم از ایشان می‌خواهد که با چشم دوختن به عیسی، ایمان خود را با وجود همه مصیبت‌ها و سختی‌ها، تا به آخر حفظ کنند. کتاب با بیان مطالبی پندآمیز و هشدارگونه به‌پایان می‌رسد.
به طور قطع مشخص نیست که نویسندۀ این رساله، کدام یک از رسولان عیسی‌مسیح است. این موضوع از زمان مسیحیان قرون اولیه نامشخص بود، با وجود اینکه مسیحیان محتوای این رساله را الهی می‌دانستند، اما مشخص نبود کدام رسول آن را نگاشته است. برخی احتمال می‌دهند پولس نگارندۀ آن باشد، اما به دلیل تفاوت‌های سبک بیان در عین شباهت محتوای تعالیم، برخی برنابا را نگارندۀ آن دانسته‌اند که همسفر پولس بود. احتمالات مطرح شدۀ دیگر، لوقا، آپولوس هستند. با این وجود، بر اساس شواهد تاریخی موجود، مسیحیان هیچ‌گاه سعی نکردند نام هیچ‌کدام از رسولان را بدون دلیل و به دروغ به این رساله منتسب کنند. تاریخ‌شناسانان عمدتاً ین امر را نشانۀ اصل امانت‌داری مسیحیان در قبال کتاب‌مقدس دانسته و آن را یکی از دلایل مبنی بر معتبر بودن اصالت نگارندگان سایر بخش‌های کتاب‌مقدس (به طور خاص عهدجدید) قلمداد می‌کنند. به این معنی که برای مثال، اگر "انجیل متی" توسط مسیحیان اولیه، به متی حواری نسبت داده‌ شده، به احتمال قوی دلیل قانع‌کننده و مطمئن برای آن داشته‌اند که انجیل متی واقعاً و در حقیقت توسط شخص متی حواری نگاشته شده است، در غیر این صورت، انجیل متی را نیز همچون رسالۀ عبرانیان می‌پذیرفتند، بدون اینکه آن را به متی رسول یا هیچ شخص دیگری منتسب کنند.

## تقسیم‌بندی کلّی
۱ - مقدمه: مسیح، مکاشفهٔ کامل خدا (۱:۱-۳)
۲ - برتری مسیح بر فرشتگان (۱:۴ تا ۲:۱۸)
۳ - برتری مسیح بر موسی و یوشع (۳:۱ تا ۴:۱۳)
۴ - برتری کهانت مسیح (۴:۱۴ تا ۷:۲۸)
۵ - برتری عهد مسیح (۸:۱ تا ۹:۲۸)
۶ - برتری قربانی مسیح (۱۰:۱-۳۹)
۷ - اهمیّت ایمان (۱۱:۱ تا ۱۲:۲۹)
۸ - نصایح و بخش پایانی (۱۳:۱-۲۵)